# Kazateľňa
Kazateľňa szlovák nyelven megjelenő katolikus lap volt a Magyar Királyságban. Szakolcán, később Rózsahegyen adták ki 1880 és 1908 között. Havonkénti periodicitással jelent meg. A lap kiadása František Richard Osvald nevéhez fűződik.